# Tvättbrygga

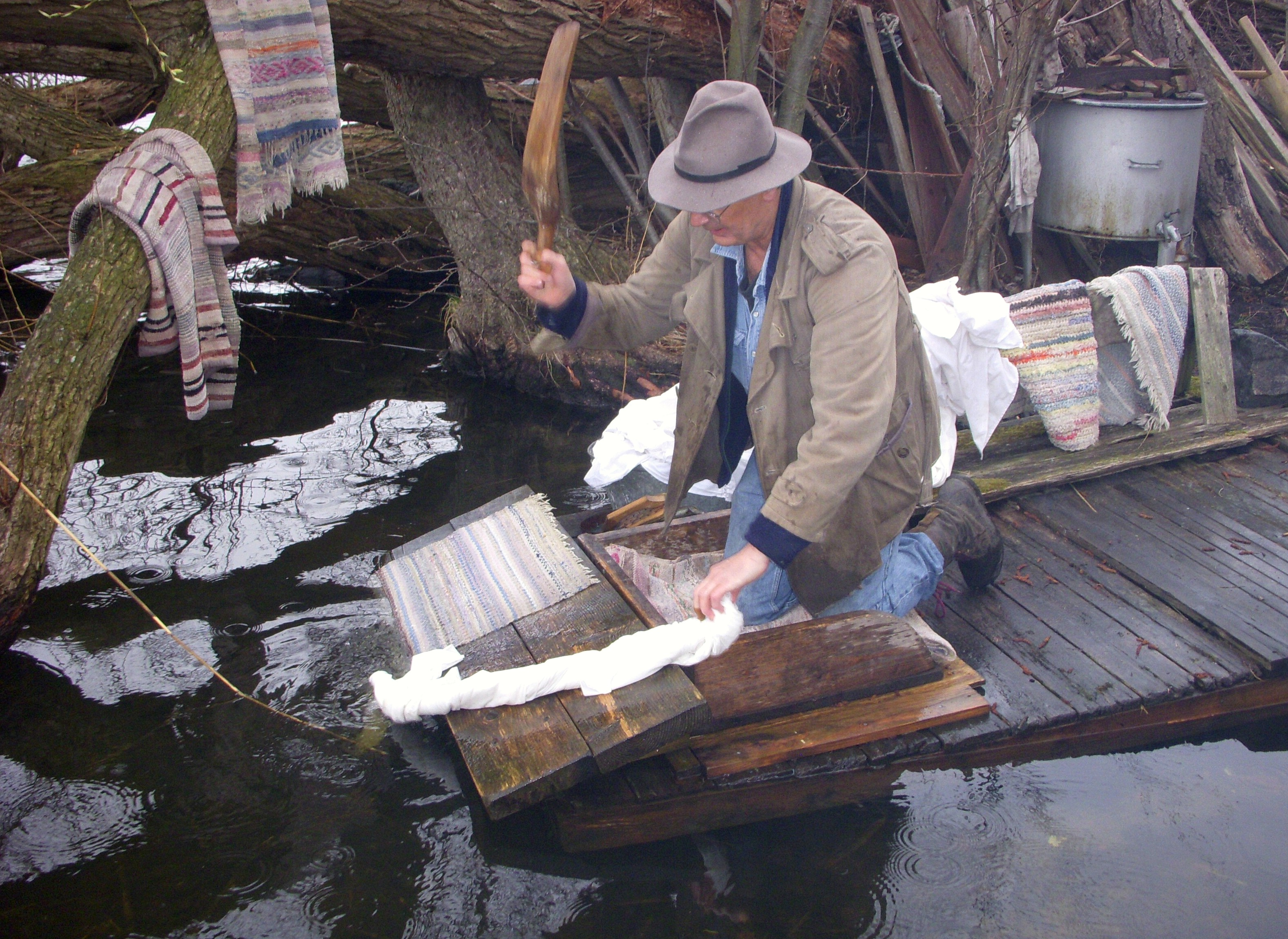
Klappbrygga i Hagalunds tvätterimuseum.

Tvättbrygga eller klappbrygga är en brygga anlagd vid stranden av ett vattendrag, eller en sjö. I sin utvecklade form har konstruktionen även tak, och blir klapphus. 
Anordningen gjorde det möjligt för tvätterskorna att stå på knä och skölja textilierna i vattnet. Ordet ”klappbrygga” förklaras av att tvättgodset, efter att det sköljts, vreds ihop till ”korvar” och bankades med klappträn, så att vattnet pressades ut. Tvättbryggor finns belagda sedan 1600-talet, men är idag - åtminstone i Sverige - sällsynta.
En av de få kvarvarande och renoverade tvättbryggor är Klappbryggan i Dalarö. Den anlades någon gång mellan 1870 och 1899. Bryggan har en höj- och sänkbar del för att komma nära vattenytan och är sedan 1997 ett lagskyddat byggnadsminne.